# Krop (darmkanaal)

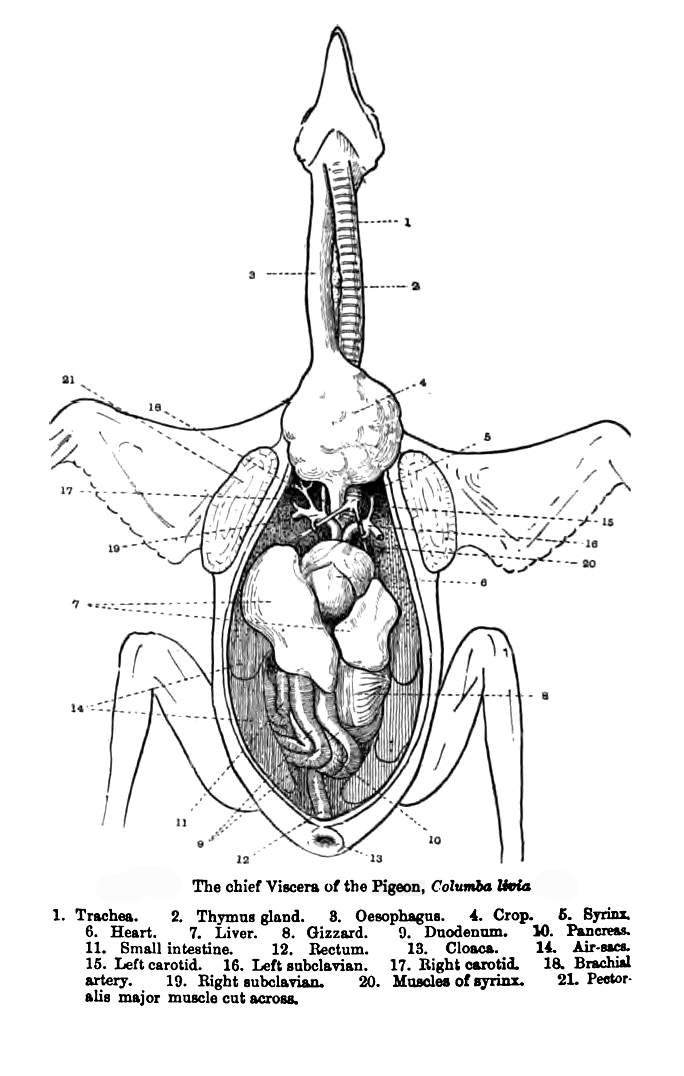
De krop bij een duif: duidelijk zichtbare verwijding na de slokdarm (no. 4)

De krop is een onderdeel van het spijsverteringsstelsel die voorkomt bij onder andere vogels en insecten. Een krop is een holte in de keel, waar voedsel tijdelijk wordt opgeslagen. De holte is gepositioneerd vóór de spiermaag die het voedsel kneedt, waarna het naar de darmen wordt afgevoerd.
Bij vogels dient de krop om voedsel te bewaren en het later aan de jongen te geven. Bij bijen wordt de krop gebruikt om nectar op te slaan, zodat het eenmaal in het nest weer onverteerd kan worden afgegeven.